# Palazzo Ravaschieri
Le palazzo Ravaschieri di Satriano est un palais de Naples donnant sur la Riviera di Chiaia.

## Histoire
Le palais Ravaschieri est l'un des premiers palais à être érigé à cet endroit, puisqu'il est édifié en 1605, comme en témoigne la date inscrite sur la clef de voûte au-dessus du portail. L'édifice est habité par le prince de Cariati, puis en 1671 par le vice-roi Fadrique Álvarez de Toledo y Ponce de León (1635-1705), marquis de Villafranca. En 1672, Antonio Pedro Sancho Dávila y Osorio (1615-1689), marquis d'Astorga, ancien ambassadeur auprès des  États pontificaux, lui succède, puis c'est le vice-roi Fernando Joaquín Fajado y Àlvarez de Toledo (1635-1693), marquis de Los Velez, qui y demeure de 1675 jusqu'en 1682. Il fait refaire la façade.
Le palais est agrandi et restauré par l'architecte napolitain Ferdinando Sanfelice à la fin du XVIIIe siècle. Goethe y séjourne en 1787 à l'invitation de la maîtresse des lieux, la princesse Teresa Ravaschieri di Satriano, épouse du vieux prince Filippo Ravaschieri di Satriano et sœur du philosophe Gaetano Filangieri. Le grand escalier d'honneur est reconstruit au XIXe siècle par Gaetano Genovese. D'autres propriétaires se succèdent ensuite. Le palais est aujourd'hui divisé en appartements et en bureaux.

## Source de la traduction
- (it) Cet article est partiellement ou en totalité issu de l’article de Wikipédia en italien intitulé « Palazzo Ravaschieri » (voir la liste des auteurs).